# Tomás Balcázar
Tomás Balcázar   (Guadalajara, 4 de maig de 1931 - Guadalajara, 26 d'abril de 2020) fou un futbolista mexicà.

## Selecció de Mèxic
Va formar part de l'equip mexicà a la Copa del Món de 1954.